# EPDM
EPDM is de afkorting van "Ethyleen-Propyleen-Dieen-Monomeer" en is een groep van synthetische rubbers of elastomeren. Het wordt verkregen door de polymerisatie van etheen (=ethyleen), propeen (=propyleen) en een dieen, dit is een onverzadigde koolwaterstof met twee dubbele bindingen. EPDM is dus een terpolymeer, dit is een polymeer verkregen uit drie monomeren.

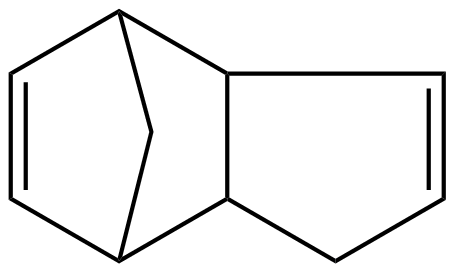
Dicyclopentadieen

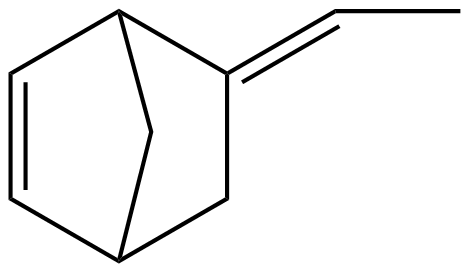
Ethylideennorborneen

Het dieen dat hierbij gebruikt wordt is meestal dicyclopentadieen (DCPD, CAS-nummer 77-73-6) of ethylideennorborneen (ENB, CAS-nummer 16219-75-3). DCPD, het dimeer van cyclopentadieen, wordt verkregen bij het kraken op hoge temperatuur van aardoliefracties; ENB kan uit (D)CPD geproduceerd worden.
Na de polymerisatie verkrijgt men een thermoplastische polymeer en blijft een van de twee dubbele bindingen van het dieenmonomeer intact. Dat laat toe om het polymeer nadien te vulkaniseren, waarbij er zwavelbruggen tussen de polymeermoleculen gevormd worden. Gemengd met roet en andere vulstoffen verkrijgt men dan een rubber, dat een aantal aantrekkelijke eigenschappen vertoont, zoals:
- een hoge elasticiteit tot 400%, over een temperatuurbereik van −35 °C tot +120 °C;
- een goede bestendigheid tegen vele basen, zuren (waaronder vetzuren) en zouten;
- een goede bestendigheid tegen weersinvloeden (waaronder ozon en uv-straling);
- een levensduur van ten minste 40 jaar.

Niet bestand is het o.a. tegen aardolieproducten.
De verhouding tussen de gebruikte hoeveelheden van de verschillende monomeren, bepaalt in grote mate de eigenschappen van het EPDM-polymeer. Het etheengehalte kan variëren van ca. 45 tot 80 %. Lagere etheengehalten leveren een eerder amorf polymeer; hogere etheengehalten een meer kristallijn polymeer. Het dieengehalte kan gaan van ca. 1 tot 10 à 12 %. Met een hoger dieengehalte kan een hogere graad van vulkanisatie verkregen worden, dat wil zeggen een "vaster" rubber.
EPDM-rubber wordt sedert ca. 1963 gebruikt en vindt vele toepassingen onder andere in de bouw (dakafdichting), de automobielsector (afdichtingsringen, afdichtingsstrips aan ramen en deuren), riemen, transportbanden en slangen (bijvoorbeeld tuinslangen), elektrische isolatie, vijverfolie enzovoort. EPDM wordt onder meerdere merknamen op de markt gebracht. EPDM-dakbedekkingen kunnen brandveilig conform NEN6050 worden aangebracht. Dakbedekkingssystemen dienen in Nederland te voldoen aan de BroofT1-kwalificatie, hierdoor dient er een EPDM-dakbedekkingsfolie toegepast te worden die vliegvuurbestendig is. EPDM-vijverfolie voldoet hier niet aan.